# AAA Special Live 2016 in Dome -FANTASTIC OVER-
『 AAA Special Live 2016 in Dome -FANTASTIC OVER-』是日本團體AAA於2017年3月22日發售的第19張影像作品。

## 概要
- 2016年11月16日於東京巨蛋舉行的AAA最初的巨蛋公演「AAA Special Live 2016 in Dome -FANTASTIC OVER-」的影像化。

## 收錄曲目

### Disc1
1. LEAP of FAITH
初映像化。
2. 深愛著，卻不能愛
「AAA ARENA TOUR 2016 -LEAP OVER-」之後的首次影像化。
3. SHOUT & SHAKE
「AAA 10th Anniversary SPECIAL 野外LIVE in 富士急高原樂園」之後的首次影像化。
4. Charge & Go!
「AAA 10th ANNIVERSARY Documentary ～Road of 10th ANNIVERSARY～」之後的首次影像化。
5. LOVER
「AAA ARENA TOUR 2016 -LEAP OVER-」之後的首次影像化。
6. 我的憂鬱與不開心的她
「AAA ARENA TOUR 2016 -LEAP OVER-」之後的首次影像化。
7. Miss you
「AAA 10th ANNIVERSARY Documentary 〜Road of 10th ANNIVERSARY〜」之後的首次影像化。
8. 戀歌與雨天
「AAA ARENA TOUR 2016 -LEAP OVER-」之後的首次影像化。
9. 說再見之前
「AAA ARENA TOUR 2016 -LEAP OVER-」之後的首次影像化。
10. Jewel
首次影像化。
11. Eighth Wonder
「AAA 10th ANNIVERSARY Documentary 〜Road of 10th ANNIVERSARY〜」之後的首次影像化。
12. GAME OVER?
「AAA ARENA TOUR 2016 -LEAP OVER-」之後的首次影像化。
13. NEW
「AAA ARENA TOUR 2016 -LEAP OVER-」之後的首次影像化。
14. 沒有眼淚的世界
首次影像化。
15. Next Stage
「AAA 10th ANNIVERSARY Documentary 〜Road of 10th ANNIVERSARY〜」之後的首次影像化。
16. PARTY IT UP
「AAA ARENA TOUR 2016 -LEAP OVER-」之後的首次影像化。
17. Yell
首次影像化。
18. 颶風·莉莉，波士頓·瑪麗 (ENCORE)  
「AAA ARENA TOUR 2016 -LEAP OVER-」之後的首次影像化。
19. Get 啾! (ENCORE)
「AAA 10th ANNIVERSARY Documentary 〜Road of 10th ANNIVERSARY〜」之後的首次影像化。
20. MUSIC!!! (ENCORE)
「AAA ARENA TOUR 2016 -LEAP OVER-」之後的首次影像化。
21. Love (ENCORE)
「AAA 10th Anniversary SPECIAL 野外LIVE in 富士急高原樂園」之後的首次影像化。
22. 虹 (ENCORE)
「AAA 10th ANNIVERSARY Documentary 〜Road of 10th ANNIVERSARY〜」之後的首次影像化。